# Muklaspitze
Die Muklaspitze ist ein 3162 m ü. A. hoher Berggipfel der Rieserfernergruppe an der Grenze zwischen Osttirol (Österreich) und Südtirol (Italien). Die Muklaspitze wurde erstmals am 29. Juli 1878 durch M. Dernberger und G. Grögger über die Südostseite bestiegen.

## Lage
Die Muklaspitze befindet sich im Nordwesten des Bezirks Lienz (Gemeinde St. Jakob in Defereggen) bzw. im Nordosten von Südtirol (Gemeinde Sand in Taufers). Bezogen auf die Lage innerhalb der Rieserfernergruppe liegt die Muklaspitze im Nordosten am langgezogenen Lenksteinkamm. Bei der Muklaspitze handelt es sich um einen Doppelgipfel, wobei der Hauptgipfel (auch als Große Muklaspitze bezeichnet) an der Stelle liegt, an der der Lenksteinkamm kurz nach Westen abknickt und vom Hauptgipfel ein kurzer Nordgrat zum Fleischbachjoch abfällt. Der Nebengipfel 3148 m ü. A. (auch als Kleine Muklaspitze bezeichnet) ist die südliche, oft firnbedeckte Schulter der Muklaspitze.
Die Muklaspitze befindet sich im Lenksteinkamm zwischen der Mulle 3159 m ü. A. im Westen und der Winkelspitze 3156 m ü. A. im Süden. Der Nordgrat der Muklaspitze fällt zum Fleischbachjoch ab und steigt danach wieder zur Fleischbachspitze 3158 m ü. A. auf. Dieser Nordgrat bildet dabei gleichzeitig die Grenze zwischen dem Nördlichen und dem Südlichen Fleischbachkees. Während das Nördliche Fleischbachkees noch fast bis zum Verbindungsgrat zwischen Muklaspitze und Mulle hinaufreicht, ist das Südliche Fleischbachkees heute fast verschwunden und im Bereich der Muklaspitze nicht mehr vorhanden. Im 19. Jahrhundert waren auch die südwestlich orientierten Flanken der Muklaspitze durch den Lenksteinferner vergletschert.
Über die genaue Lage der Muklaspitze gibt es jedoch auch andere Auffassungen. Der Alpenvereinsführer Rieserfernergruppe vermerkt dazu: „Wie allgemein in diesem Kamm sind die einzelnen Gipfel wegen der Einförmigkeit der Gebirgsstruktur schwierig zu identifizieren und auseinanderzuhalten“ und in weiterer Folge von einem „Gipfelgewirrr“. Die im Alpenvereinsführer beschriebene und hier wiedergegebene Lage deckt sich jedenfalls mit den historischen Karten wie der Franziszeischen Landesaufnahme, der Franzisco-Josephinischen Landesaufnahme und der US Army Map Service Karte, wobei der Hauptgipfel der Muklaspitze teilweise auch bei der Kleinen Muklaspitze eingetragen wurde. Die Österreichische Karte (ÖK 50) kennt hingegen keine „Muklaspitze“ und bezeichnet den Gipfel, der an der Schnittstelle des Lenksteinkamms mit dem zum Fleischbachjoch abfallenden Nordgrat liegt, als „Mulle“. Die Mulle befindet sich jedoch laut den historischen Kartenwerken und dem Alpenvereinsführer weiter westlich.
Die in Südtirol gelegenen Bergflanken sind im Naturpark Rieserferner-Ahrn unter Schutz gestellt, die österreichischen Bergflanken liegen in der Kernzone des Nationalparks Hohe Tauern.

## Anstiegsmöglichkeiten
Die Erstbesteiger wählten für den Aufstieg zur Muklaspitze den Südostgrat, wobei der Einstieg in den Grat an einer unbenannten Scharte 3058 m ü. A. zwischen der Muklaspitze und der Winkelspitze erfolgt. Hierzu wird in der Regel der Aufstieg aus dem westseitigen Ursprungtal gewählt. Die Route aus der Scharte durch den brüchigen Blockgrat ist in der Folge durch den Gratverlauf klar vorgezeichnet (UIAA II). Der Aufstieg über den Westgrat (von den Erstbesteigern als Abstieg gewählt) erfolgt zunächst aus dem Flieschbachjoch, wobei von hier aus der Aufstieg über das Fleischbachkees (Randspalte) in die Einschartung zwischen Muklaspitze und Mulle erfolgt und danach über den kurzen, leichten Grat zur Spitze erfolgt. Ebenso ist eine Besteigung der Muklaspitze direkt über die vergletscherte Nordflanke möglich.